# Spomen-križ iznad Kijeva
 Spomen-križ iznad Kijeva je spomen-križ u Hrvatskoj na uzvisini iznad sela Kijeva. Postavljen je 2004. godine spomen svih križnih puteva Kijevljana. Bijeli latinski križ od kovine usađen je u kamenu podlogu. Učvršćen je betonom i kamenom. U podnožju je crna četvorinasta granitna ploča. Granit je zrnati crnih i sivih zrna. Na ploči je na vrhu grb Republike Hrvatske. Tekst je centriran i uklesan i slova su zagasito svijetlosiva. Slova su velika tiskana. Tekst na ploči je ovaj:
Godine Gospodnje

2004.

U spomen svih

križnih puteva 

Kijevljana.
Križ se nalazi na sljemenu Batu na Kozjaku.  Tradicionalni križni put vodi od izvora Križnice do ovog velikog križa.  Arhivirana inačica izvorne stranice od 30. prosinca 2018. (Wayback Machine)